# Alderneys flagga
Alderneys flagga fastställdes för Alderney, en del av Bailiwick of Guernsey, av det engelska riksheraldikerämbetet 1993. Den har ett rött Sankt Georgskors på vit botten samt för i korsarmarna Alderneys heraldiska vapen, ett lejon som håller en kvist, stående på grön botten omgiven av en gyllene bård. 